# Канал вентилятора
Кана́л вентиля́тора (рос. канал вентилятора, англ. ventilating channel, нім. Ventilatorkanal) — канал, що з'єднує шахтний стовбур з головним вентилятором, який встановлено у спеціальній будівлі шахти. 
Обладнується спеціальними пристроями для регулювання вентиляційного потоку — лядами, контрольною апаратурою тощо.